# Rural Hill
Rural Hill és una concentració de població designada pel cens dels Estats Units a l'estat de Tennessee. Segons el cens del 2000 tenia 2.032 habitants.

## Demografia
Segons el cens del 2000, Rural Hill tenia 2.032 habitants, 689 habitatges, i 622 famílies. La densitat de població era de 203,8 habitants/km².
Dels 689 habitatges en un 44,6% hi vivien nens de menys de 18 anys, en un 84,2% hi vivien parelles casades, en un 4,2% dones solteres, i en un 9,7% no eren unitats familiars. En el 6,7% dels habitatges hi vivien persones soles el 2,3% de les quals corresponia a persones de 65 anys o més que vivien soles. El nombre mitjà de persones vivint en cada habitatge era de 2,95 i el nombre mitjà de persones que vivien en cada família era de 3,1.
Per edats la població es repartia de la següent manera: un 28,6% tenia menys de 18 anys, un 4,4% entre 18 i 24, un 34,2% entre 25 i 44, un 26,9% de 45 a 60 i un 5,9% 65 anys o més.
L'edat mediana era de 38 anys. Per cada 100 dones de 18 o més anys hi havia 98,2 homes.
La renda mediana per habitatge era de 80.346 $ i la renda mediana per família de 83.005 $. Els homes tenien una renda mediana de 54.348 $ mentre que les dones 31.848 $. La renda per capita de la població era de 28.571 $. Cap de les famílies i el 0,5% de la població estaven per davall del llindar de pobresa.

## Poblacions més properes
El següent diagrama mostra les poblacions més properes.